# Walter-Hohmann-Denkmal

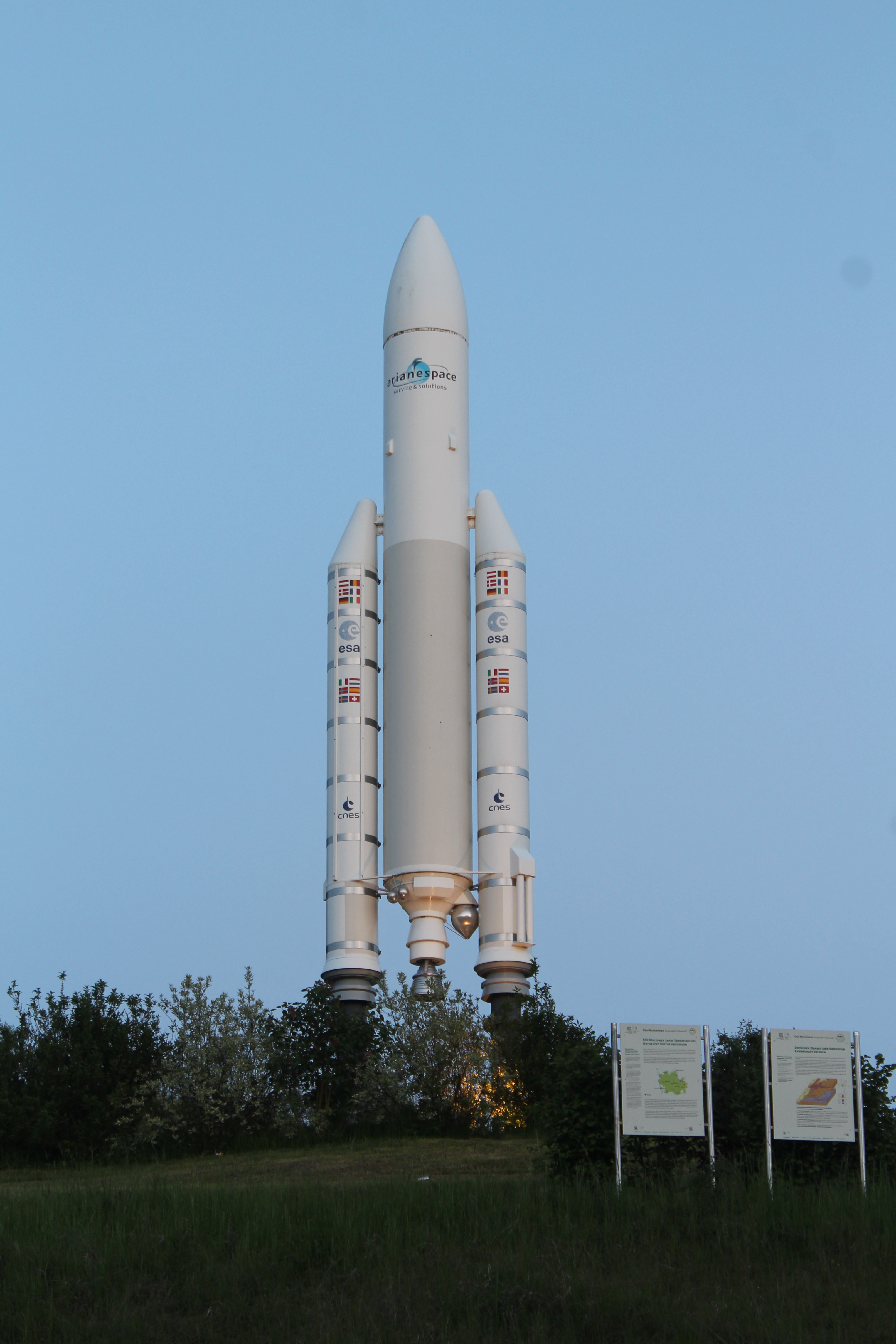
Denkmal mit Schautafeln

Das Walter-Hohmann-Denkmal ist ein zu Ehren des Raumfahrtpioniers Walter Hohmann errichtetes Denkmal östlich von Hardheim.
Das Denkmal wurde 1974 errichtet und besteht aus einem Raketenmodell und einer Gedenktafel. Von 1974 bis 2003 wurde hierfür ein 15 Meter hohes Modell der „Europa 1“-Rakete verwendet. Am 16. Dezember 2003 zerbrach dieses Modell und es wurde, weil es nicht mehr reparierbar war, 2005 entfernt. 2011 wurde beschlossen, ein neues Raketenmodell in Form einer „Ariane 5“ im Maßstab 1:4,29 zu errichten. Dieses 12,4 Meter hohe und 8 Tonnen schwere Modell wurde von Oktober 2011 bis Januar 2012 gefertigt und am 17. März 2012 aufgestellt. Es hat mit Sockel eine Höhe von 14,3 Metern.